# Pier Celestino Gilardi
Pier Celestino Gilardi (Campertogno, 16 settembre 1837 – Borgosesia, 4 ottobre 1905) è stato un pittore e scultore italiano.

## Biografia

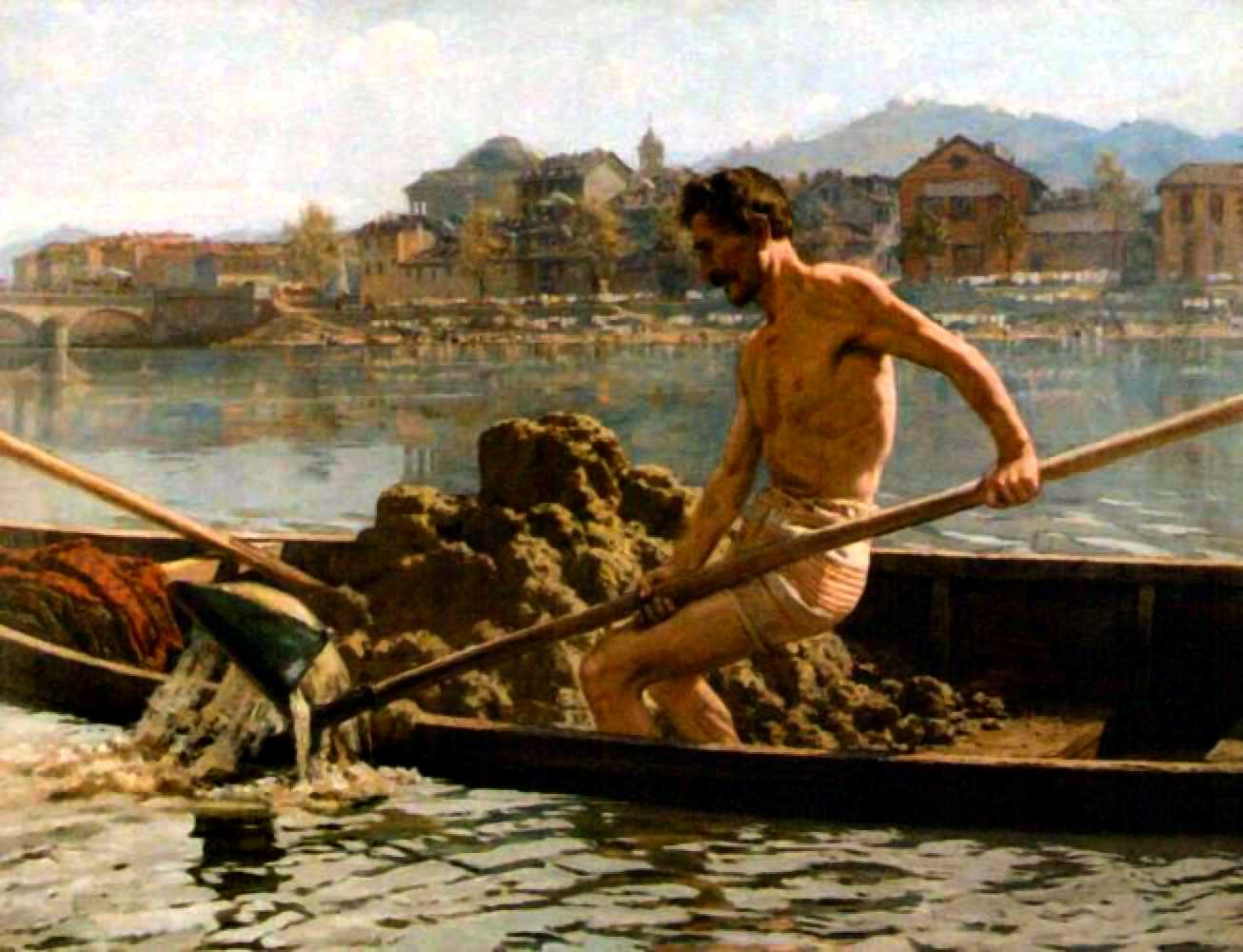
Renaiuolo del Po

Figlio dello scultore Giacomo, studiò presso la scuola professionale di intaglio di Varallo.  Pensionato del Collegio Caccia di Novara, studiò in seguito presso l'Accademia Albertina, frequentando i corsi di pittura tenuti da Andrea Gastaldi. Espose le prime opere nel 1862.
Tra il 1873 e il 1884 fu assistente di Gastaldi all'Accademia Albertina, e nel 1884 fu promosso al ruolo di professore di disegno. Nel 1889 succedette a Gastaldi come professore di pittura. Fu a suo volta maestro di molti allievi promettenti tra cui spicca il nome di Cesare Saccaggi.
Inizialmente interessato a soggetti storici, a partire dalla seconda metà del 1860 si avvicinò alla pittura di genere, e dalla metà del 1870 si focalizzò in rappresentazioni spesso umoristiche di soggetti anziani e di vita quotidiana in chiesa. Ottenne grande popolarità grazie al quadro Hodie tibi cras mihi (1884), oggi conservato nella Galleria d'arte moderna di Torino.
Restaurò il soffitto affrescato (navata centrale) della Chiesa del Santissimo Nome di Gesù (Torino).

## Opere principali
- Chierichetti della parrocchia - La tirata d'orecchiGli intenditori

- Renaiuolo del Po
- Marco Bruto aspetta l'oro della congiura

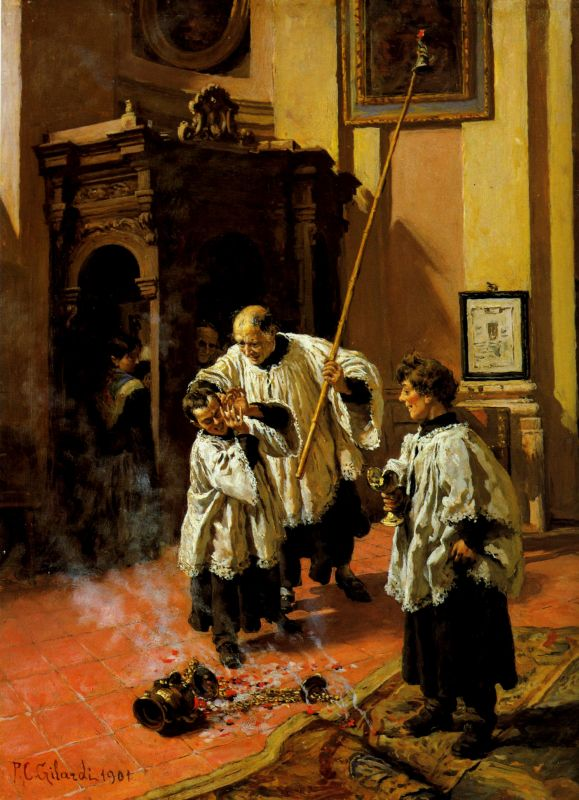
Chierichetti della parrocchia - La tirata d'orecchi

- Andrea del Sarto abbandonato dalla moglie negli ultimi giorni di vita
- Machiavelli in carcere
- Una partita alla morra
- Fra la pipa e il bicchiere
- Festa all'ospizio
- La tirata d'orecchi (Chierichetti in parrocchia)

## Bibliografia

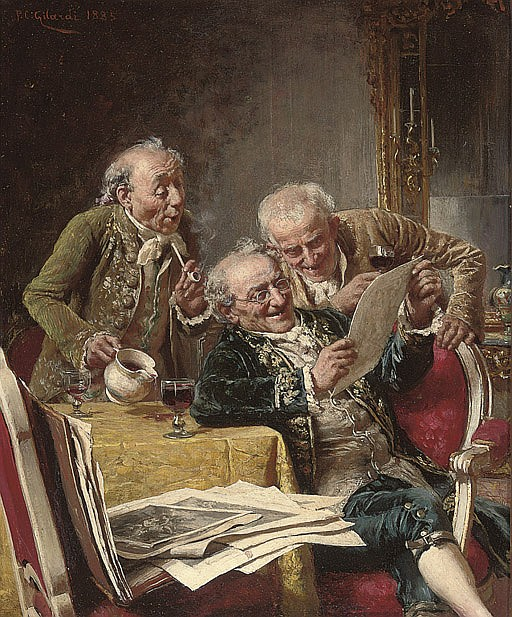
"The connoisseurs" ovvero "Gli intenditori", 1900

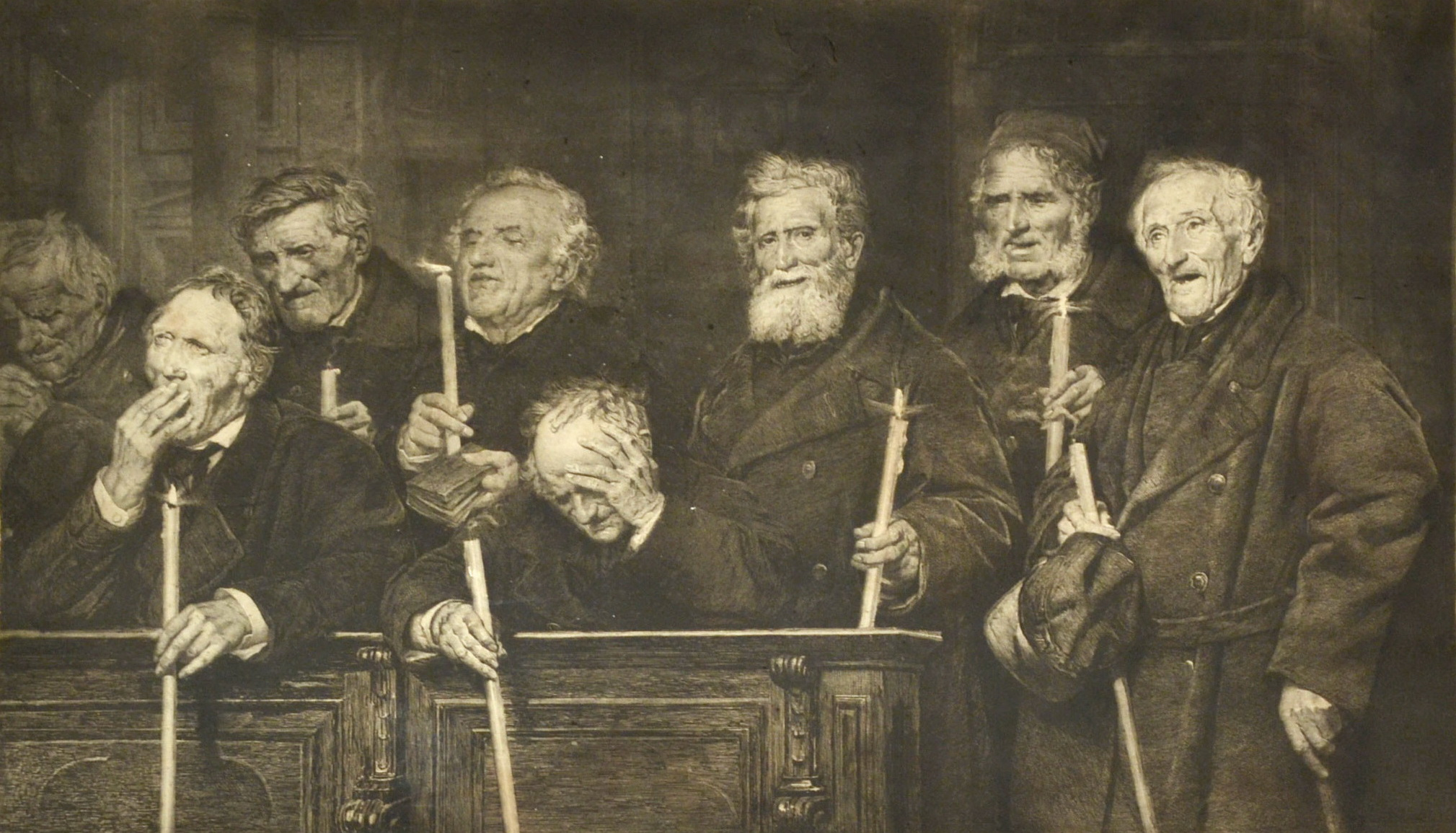
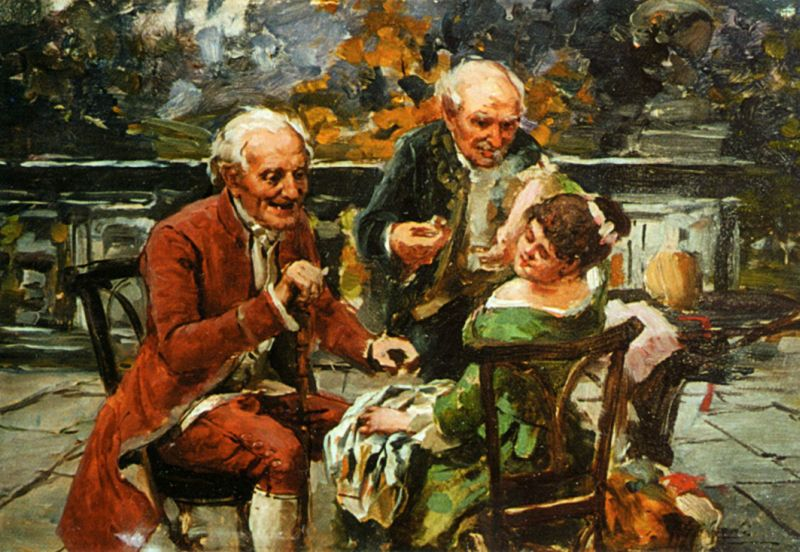
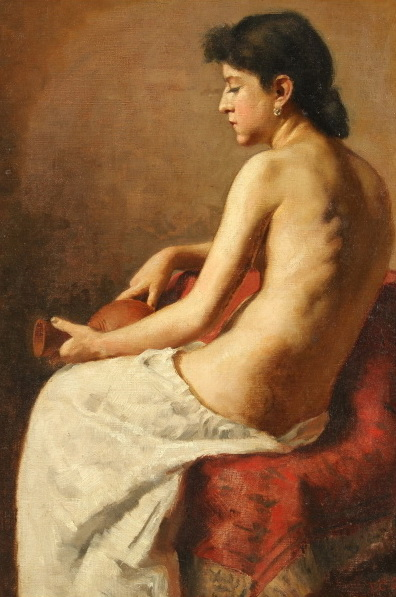
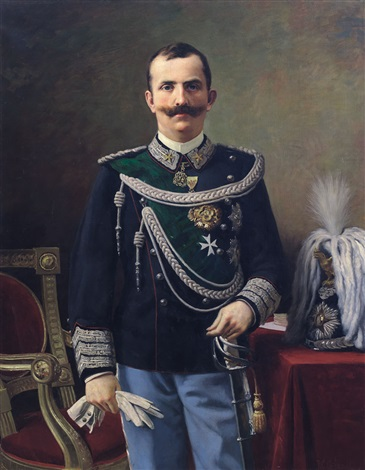
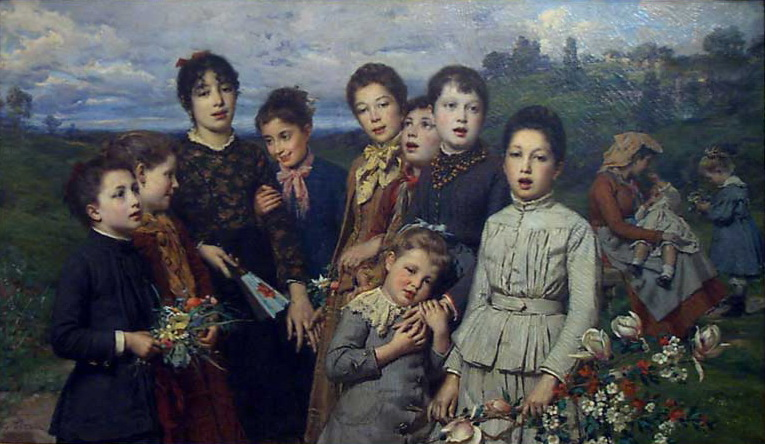
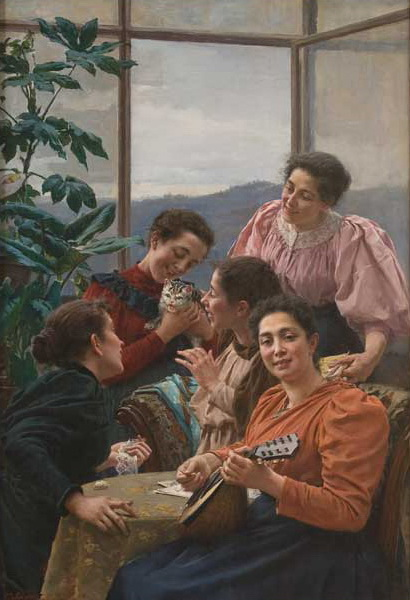
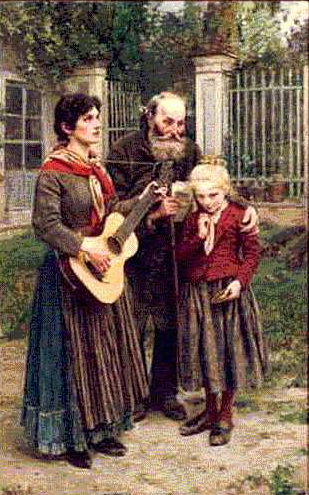